# Línea 1 del Metro de la Ciudad de México
La Línea 1 del Metro de la Ciudad de México es una de las doce líneas del Metro de la capital de México. Fue la primera línea de Metro en ser construida e inaugurada, el 4 de septiembre de 1969. Está compuesta por 20 estaciones, 16.6 kilómetros de vías de servicio y 2.2 kilómetros de vías de maniobras. Tiene correspondencia con nueve líneas del Metro y su color distintivo es el rosa mexicano. En 2022, la Línea 1 fue la quinta línea con mayor afluencia de la red, registrando un uso total de 110 013 772 pasajeros.

## Historia

### Construcción
Desde inicios del siglo XX la Ciudad de México había experimentado un rápido crecimiento urbano impulsado por el aumento de la población en la capital. Para la década de 1950, la administración del Departamento del Distrito Federal buscaba formas de aliviar la congestión en el tráfico y mejorar el transporte público dentro de la ciudad. En la década de 1950 la Universidad Nacional Autónoma de México presentó un proyecto de monorriel para la Ciudad de México que circularía desde el Aeropuerto Internacional de la Ciudad de México hasta la delegación Azcapotzalco. El proyecto no fue aceptado por considerar que el suelo de la ciudad no era apto para la construcción del medio de transporte.
En 1960, el ingeniero Bernardo Quintana Arrioja, fundador de Empresas ICA, le propuso al regente del Distrito Federal, Ernesto P. Uruchurtu, la construcción de un sistema de metro para la Ciudad de México, inspirado en el existente en Tokio, Japón. Uruchurtu descartó el proyecto por privilegiar al automóvil como medio de transporte para la ciudad, además de señalar su alto costo y la dificultad para realizar excavaciones en el suelo blando de la ciudad. Posteriormente, tras la llegada de Alfonso Corona del Rosal a la regencia de la capital en 1966, el proyecto fue aprobado. La construcción fue financiada por el Departamento del Distrito Federal a través de un préstamo concedido por el gobierno francés. Y fue encargada al Sistema de Transporte Colectivo, organismo público creado para administrar el metro.
La construcción de la línea 1 inició el 19 de junio de 1967, en el cruce de la avenida Chapultepec con la avenida Bucareli, cerca de la futura estación Cuauhtémoc y fue encabezada por Corona del Rosal. La construcción fue hecha mediante excavaciones a cielo abierto. Debido a la naturaleza del suelo, abundante en mantos freáticos por ser el lecho del antiguo Lago de Texcoco, se requirió aislar el agua de la zona de trabajo mediante el bombeo electrosmótico de líquidos y la construcción de muros paralelos a la zona de construcción antes de iniciar los trabajos de excavación. El peso de la estructura terminada debía ser equivalente al peso de la tierra retirada en la excavación para evitar que los túneles y las estaciones se hundieran en el suelo blando que quedaba por debajo.
Su ruta inicia en la Calzada Ignacio Zaragoza a la altura del monumento a Ignacio Zaragoza, avanza al poniente hasta incorporarse a la avenida Emiliano Zapata, gira al sur por debajo del Barrio de La Candelaria y al poniente bajo el Mercado de la Merced, continúa su avance al poniente bajo las calles San Pablo, Izazaga, Arcos de Belén y sigue al suroeste por la Avenida Chapultepec hasta alcanzar el Bosque de Chapultepec. El proyecto final consistió de 16 estaciones subterráneas colocadas a lo largo de 12.6 kilómetros. Tenía a la estación Zaragoza como terminal oriente y la estación Chapultepec como terminal poniente. Además se contemplaba la edificación de una estación adicional. La estación «Archivo de la Nación» iba a ser construida cerca del Archivo General de la Nación, entre las estaciones Candelaria y San Lázaro, pero fue cancelada debido a que estaba ubicada en una curva cerrada, la cual imposibilitaba su construcción.
  

El diseño de las estaciones Candelaria, Merced y San Lázaro fue encargado al arquitecto español Félix Candela. Para el desarrollo de la iconografía se contrató al diseñador gráfico estadounidense Lance Wyman, que ya había trabajado en la iconografía de los Juegos Olímpicos de México 1968. El coste total de la obra del Metro fue de 2 530 millones de pesos.

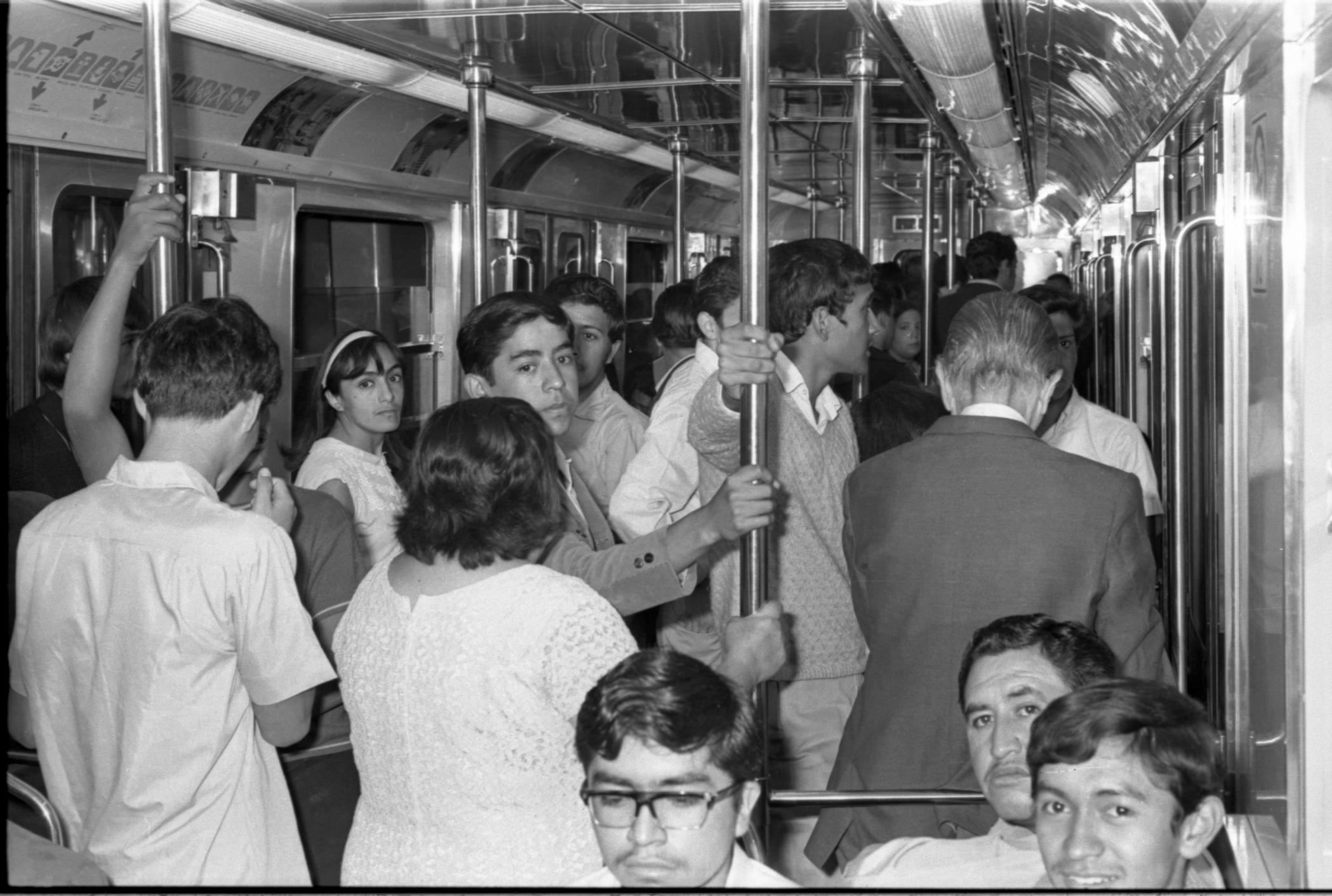
Personas en el interior de un vagón el 5 de septiembre de 1969, primer día de operaciones del Metro.

Durante la construcción se recuperaron más de 13 mil piezas arqueológicas. Entre las más destacadas está el Adoratorio de Ehécatl en la estación Pino Suárez y la «Coatlicue del Metro», una estatua de 1.2 metros de la diosa Tlaltecuhtli encontrada cerca de la estación Isabel La Católica. Todos los hallazgos fueron recolectados por el Instituto Nacional de Antropología e Historia.
La línea 1 fue inaugurada por el presidente Gustavo Díaz Ordaz el 4 de septiembre de 1969 y entró en servicio al día siguiente. Previo a la inauguración, se permitió el acceso a las estaciones a los pobladores de las colonias cercanas para que pudieran familiarizarse con el funcionamiento del Metro. Fue el segundo sistema de metro en ser construido en América Latina, detrás del Subte de Buenos Aires, Argentina, inaugurado en 1913.

### Ampliaciones y eventos posteriores
Tras su inauguración, se continuó trabajando en expandir la línea 1 hacia el poniente. El 11 de abril de 1970, a sólo siete meses de su apertura, se inauguró la estación Juanacatlán. El 20 de noviembre se incorporó la estación Tacubaya. Y el 10 de junio de 1972 se extendió la línea hacia la Avenida Río de Tacubaya con la estación Observatorio, que desde entonces funge como terminal poniente de la línea. Con estas tres expansiones la línea pasó a tener 19 estaciones y 16.9 kilómetros de longitud.
El 22 de agosto de 1984 fue inaugurada la última expansión de la línea, con la incorporación de la estación Pantitlán como terminal oriente, construida sobre la Avenida Río Churubusco. Con esta expansión la línea 1 completó su longitud de 18.8 kilómetros y 20 estaciones.
Tras el terremoto del 19 de septiembre de 1985, las seis estaciones del tramo Cuauhtémoc-Merced fueron clausuradas debido al riesgo de derrumbre de los edificios aledaños a las estaciones. La estación Cuauhtémoc fue reabierta el 21 de septiembre; las estaciones Balderas y Merced el 23 de septiembre, Salto del Agua el 26 de septiembre, Pino Suárez el 28 de septiembre, e Isabel La Católica el 4 de noviembre.

### Colisión de trenes en la estación Tacubaya
El 10 de marzo de 2020, un choque de dos trenes en la estación Tacubaya, en la vía con dirección a Observatorio, dejó 41 heridos y una persona fallecida. El accidente se produjo cuando un tren detenido en la estación Tacubaya fue impactado por detrás por un tren que llegaba al mismo destino. Una falla mecánica provocó que el freno del tren no funcionara y se deslizara pendiente abajo hasta impactar con el tren de adelante. Este fue el segundo accidente mortal en la histora del Metro y el primero ocurrido en la línea 1.

### Incendio del Puesto Central de Control
El 9 de enero de 2021 la línea fue afectada por el incendio del Puesto Central de Control I, que dejó sin electricidad a seis líneas del sistema. La línea 1 fue reabierta el 25 de enero. El 4 de febrero, una falla eléctrica dejó sin electricidad a más del 80% de la línea causando que las estaciones y túneles estuvieran en total oscuridad. La línea volvió a operar con normalidad una hora después.

### Proyecto de modernización

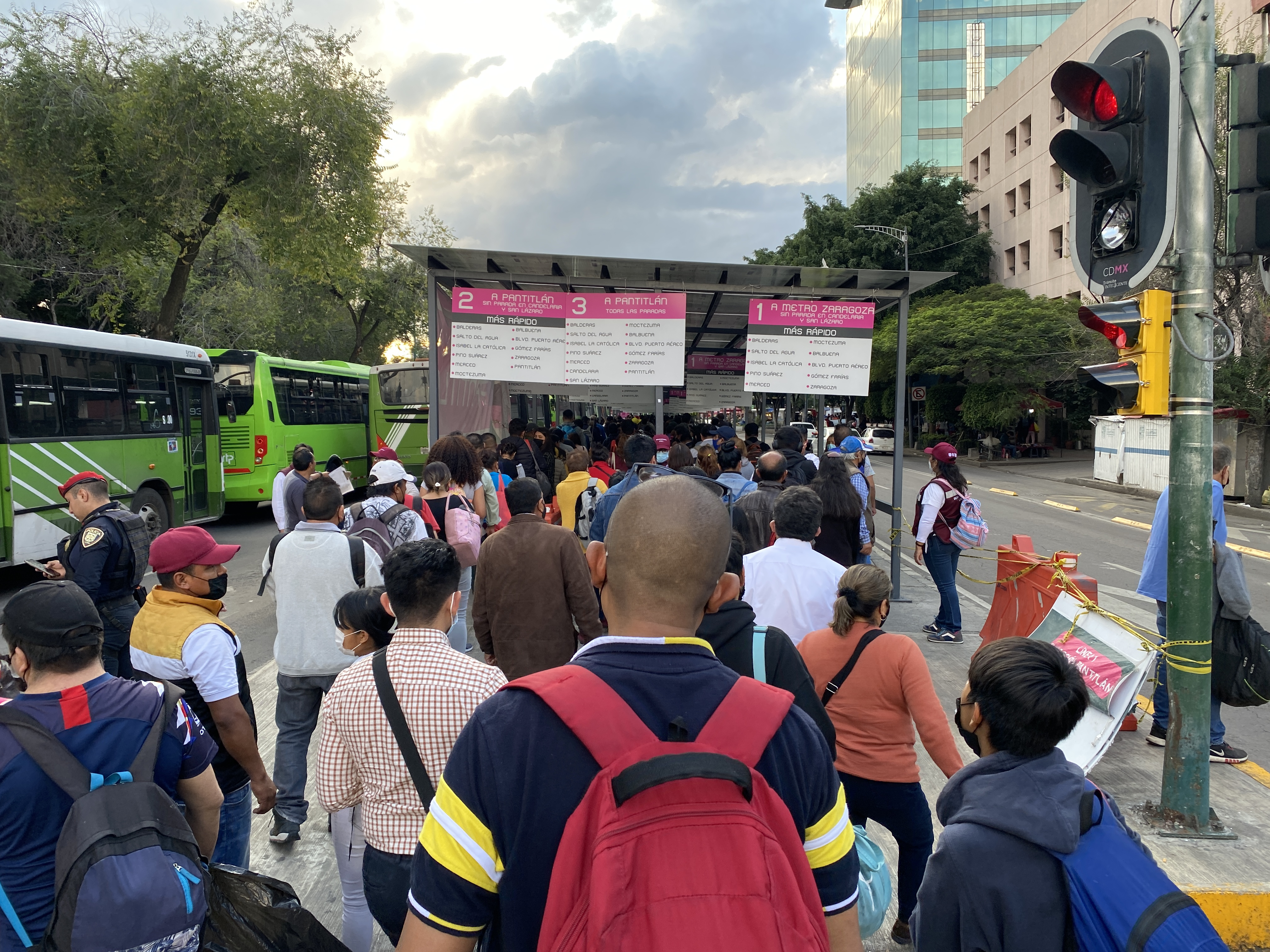
Servicio temporal de apoyo en la modernización de la línea.

En 2022 el gobierno de la Ciudad de México anunció un plan de remodelación mayor para la línea 1 del metro, el cual contemplaba inicialmente el cierre de doce estaciones en el tramo Pantitlán-Salto de Agua de julio de 2022 hasta febrero de 2023 y de ocho estaciones en el tramo Balderas-Observatorio de marzo a julio de 2023. El proyecto planteó la sustitución de las vías antiguas, la modernización de los sistemas eléctricos y electrónicos de la línea, la adquisición de 29 trenes NM-22 y la instalación del sistema de control de trenes basado en comunicaciones (CBTC). La remodelación fue llevada a cabo por la empresa china CRRC Zhuzhou Locomotive. Durante este tiempo se implementaron una serie de corredores de transporte público alternativos, incluyendo rutas de RTP, servicio de la Línea 2 del trolebús (ampliado hasta Chapultepec) y de Metrobús.
La primera fase de la remodelación fue inaugurada el 29 de octubre de 2023, ocho meses después de la fecha establecida inicialmente. Esta incluía la apertura total de nueve de las doce estaciones clausuradas en julio de 2022, así como la apertura parcial de las estaciones Pino Suárez e Isabel la Católica. El 9 de noviembre fueron clausuradas las ocho estaciones del tramo poniente para iniciar la segunda fase del proyecto de modernización.
El 13 de septiembre de 2024, fueron reabiertas las estaciones Salto del Agua y Balderas.

## Estaciones
| Estación               | Iconografía                                             | Inauguración            | Alcaldía            | Tipo de estación            | Construcción   | Conexiones |
| ---------------------- | ------------------------------------------------------- | ----------------------- | ------------------- | --------------------------- | -------------- | --- |
| Observatorio           | Domo de un observatorio astronómico                     | 10 de junio de 1972     | Álvaro Obregón      | Terminal                    | Superficial    | Otros servicios - CETRAM Observatorio - Ruta 21-D - Terminal Central de Autobuses del Poniente En construcción - Línea 12 - Observatorio Servicio temporal - Red de Transporte de Pasajeros |
| Tacubaya               | Silueta de un cántaro con agua                          | 20 de noviembre de 1970 | Miguel Hidalgo      | Correspondencia             | Túnel Profundo | Correspondencia - Línea 7 - Línea 9 Otros servicios - CETRAM Tacubaya - Tacubaya - Alquiler de Ecobici (a distancia) - Líneas: 110, 110-B, 110-C, 112, 113-B, 115, 118, 119, 200 - Rutas: 1-B, 9-C, 9-E, 21-A Servicio temporal - Alameda Tacubaya - Red de Transporte de Pasajeros                 |
| Juanacatlán            | Mariposa                                                | 11 de abril de 1970     | Miguel Hidalgo      | Paso                        | Subterráneo    | Otros servicios - Alquiler de Ecobici - Líneas: 13-A, 115-A - Ruta: 21-A Servicio temporal - Red de Transporte de Pasajeros |
| Chapultepec            | Chapulín                                                | 4 de septiembre de 1969 | Cuauhtémoc          | Paso                        | Subterráneo    | Otros servicios - CETRAM Chapultepec - Chapultepec - Chapultepec - Chapultepec - Alquiler de Ecobici - Líneas: 11-A, 13-A, 34-A, 115-A, 200 - Rutas: 7-D, 8-A, 8-B, 8-C, 8-D, 13-C, 13-E, 18-C, 18-D, 19-E, 19-F, 19-G, 19-H, 21-A Servicio temporal - Chapultepec - Red de Transporte de Pasajeros |
| Sevilla                | Arcos del Acueducto de Chapultepec                      | 4 de septiembre de 1969 | Cuauhtémoc          | Paso                        | Subterráneo    | Otros servicios - Alquiler de Ecobici - Líneas: 19, 19-A, 34-A - Rutas: 13-D, 18-C, 19-E, 19-F, 19-G, 19-H Servicio temporal - Red de Transporte de Pasajeros |
| Insurgentes            | Campana de Dolores                                      | 4 de septiembre de 1969 | Cuauhtémoc          | Paso                        | Subterráneo    | Otros servicios - Insurgentes - Alquiler de Ecobici - Línea: 34-A - Rutas: 19-E, 19-F, 19-G, 19-H Servicio temporal - Red de Transporte de Pasajeros |
| Cuauhtémoc             | Cabeza de águila                                        | 4 de septiembre de 1969 | Cuauhtémoc          | Paso                        | Subterráneo    | Otros servicios - Cuauhtémoc - Alquiler de Ecobici - Línea: 34-A - Rutas: 19-E, 19-F, 19-G, 19-H Servicio temporal - Red de Transporte de Pasajeros |
| Balderas               | Cañón de artillería                                     | 4 de septiembre de 1969 | Cuauhtémoc          | Correspondencia             | Subterráneo    | Correspondencia - Línea 3 Otros servicios - Balderas - Alquiler de Ecobici - Línea: 34-A - Rutas: 19-E, 19-F, 19-G, 19-H, Z1-A, Z1-C, Z1-D Servicio temporal - Red de Transporte de Pasajeros |
| Salto del Agua         | Fuente de Salto del agua                                | 4 de septiembre de 1969 | Cuauhtémoc          | Correspondencia             | Subterráneo    | Correspondencia - Línea 8 Otros servicios - Salto del Agua - Alquiler de Ecobici - Rutas: 19-E, 19-F, 19-G, 19-H |
| Isabel la Católica     | Carabela                                                | 4 de septiembre de 1969 | Cuauhtémoc          | Paso                        | Subterráneo    | Otros servicios - Isabel la Católica (a distancia) - Alquiler de Ecobici - Rutas: 19-E, 19-F, 19-G, 19-H |
| Pino Suárez            | Adoratorio de Ehécatl                                   | 4 de septiembre de 1969 | Cuauhtémoc          | Correspondencia             | Subterráneo    | Correspondencia - Línea 2 Otros servicios - Pasaje Zócalo-Pino Suárez - CETRAM Nezahualcóyotl (a distancia) - Pino Suárez - Alquiler de Ecobici - Líneas: 2-A, 31-B, 111-A, 145-A - Rutas:17-C, 17-H, 17-I, 19-E, 19-F, 19-G, 19-H, Z4-H                                                            |
| Merced                 | Caja con manzanas                                       | 4 de septiembre de 1969 | Venustiano Carranza | Paso                        | Subterráneo    | Otros servicios - La Merced - Ruta 5-A, Z4-E, Z4-H |
| Candelaria             | Pato en un lago                                         | 4 de septiembre de 1969 | Venustiano Carranza | Correspondencia             | Subterráneo    | Correspondencia - Línea 4 Otros servicios - Cecilio Robelo (a distancia) - Línea 37 - Ruta 5-A, Z4-E |
| San Lázaro             | Locomotora de vapor                                     | 4 de septiembre de 1969 | Venustiano Carranza | Correspondencia             | Subterráneo    | Correspondencia - Línea B Otros servicios - CETRAM San Lázaro - San Lázaro - San Lázaro - Rutas: Z4-G, Z4-H - Terminal de Autobuses de Pasajeros de Oriente |
| Moctezuma              | Penacho de Moctezuma                                    | 4 de septiembre de 1969 | Venustiano Carranza | Paso                        | Subterráneo    | Otros servicios - Moctezuma (a distancia) - Moctezuma (a distancia) - Rutas: 19-E, 19-F, 19-G, 19-H (a distancia), Z4-H |
| Balbuena               | Cuatro flores                                           | 4 de septiembre de 1969 | Venustiano Carranza | Paso                        | Subterráneo    | Otros servicios - CETRAM Balbuena - Rutas: Z4-H (a distancia), Z4-I , Z4-J (a distancia) |
| Boulevard Puerto Aéreo | Puente del Boulevard Puerto Aéreo                       | 4 de septiembre de 1969 | Venustiano Carranza | Paso                        | Subterráneo    | Otros servicios - CETRAM Boulevard Puerto Aéreo - Boulevard Puerto Aéreo - Línea 43 - Rutas: 20-B, 22-D |
| Gómez Farías           | Libro abierto con el número 1857 escrito en su interior | 4 de septiembre de 1969 | Venustiano Carranza | Paso                        | Subterráneo    | |
| Zaragoza               | Estatua ecuestre de Ignacio Zaragoza                    | 4 de septiembre de 1969 | Venustiano Carranza | Paso                        | Subterráneo    | Otros servicios - CETRAM Zaragoza - Líneas: 162B, 163, 163A, 163B, 164, 166, 167 |
| Pantitlán              | Dos banderas                                            | 22 de agosto de 1984    | Venustiano Carranza | Terminal de correspondencia | Subterráneo    | Correspondencia - Línea 5 - Línea 9 - Línea A Otros servicios - CETRAM Pantitlán - Pantitlán - Pantitlán - Pantitlán - Línea 168 - Rutas: 11-B, 11-C, 19-F, 19-G |

### Cambios de nombre
| Nombre previo | Iconografía previa | Nombre nuevo           | Iconografía nueva                 | Fecha del cambio |
| ------------- | ------------------ | ---------------------- | --------------------------------- | ---------------- |
| Aeropuerto    | Avión              | Boulevard Puerto Aéreo | Puente del Boulevard Puerto Aéreo | 1997             |

## Afluencia por estación
La siguiente tabla muestra cada una de las estaciones de la Línea 1, el total y el promedio de pasajeros diarios durante 2022.
| Estación               | Tipo de estación              | Ranking Local | Ranking General | Total de Pasajeros | A diario |
| ---------------------- | ----------------------------- | ------------- | --------------- | ------------------ | -------- |
| Observatorio           | Terminal                      | 1°/20         | 14°/175         | 13,057,993         | 35,775   |
| Insurgentes            | De paso                       | 2°/20         | 16°/175         | 11,812,681         | 32,363   |
| Chapultepec            | De paso                       | 3°/20         | 18°/175         | 11,382,161         | 31,184   |
| Pantitlán              | Terminal / De correspondencia | 4°/20         | 42°/175         | 7,332,877          | 20,090   |
| Balderas               | De correspondencia            | 5°/20         | 46°/175         | 7,139,186          | 19,559   |
| Tacubaya               | De correspondencia            | 6°/20         | 56°/175         | 6,208,767          | 17,010   |
| Merced                 | De paso                       | 7°/20         | 57°/175         | 6,208,209          | 17,008   |
| Sevilla                | De paso                       | 8°/20         | 61°/175         | 6,124,155          | 16,778   |
| Zaragoza               | De paso                       | 9°/20         | 64°/175         | 6,018,927          | 16,490   |
| Gómez Farías           | De paso                       | 10°/20        | 94°/175         | 4,560,126          | 12,493   |
| Cuauhtémoc             | De paso                       | 11°/20        | 102°/175        | 4,194,986          | 11,493   |
| Pino Suárez            | De correspondencia            | 12°/20        | 115°/175        | 3,800,443          | 10,412   |
| Candelaria             | De correspondencia            | 13°/20        | 116°/175        | 3,795,335          | 10,398   |
| San Lázaro             | De correspondencia            | 14°/20        | 117°/175        | 3,669,786          | 10,054   |
| Isabel la Católica     | De paso                       | 15°/20        | 126°/175        | 3,196,934          | 8,758    |
| Moctezuma              | De paso                       | 16°/20        | 127°/175        | 3,100,000          | 8,493    |
| Salto del Agua         | De correspondencia            | 17°/20        | 139°/175        | 2,542,180          | 6,964    |
| Juanacatlán            | De paso                       | 18°/20        | 148°/175        | 2,183,891          | 5,983    |
| Boulevard Puerto Aéreo | De paso                       | 19°/20        | 153°/175        | 2,079,119          | 5,696    |
| Balbuena               | De paso                       | 20°/20        | 164°/175        | 1,606,016          | 4,400    |

## Material rodante

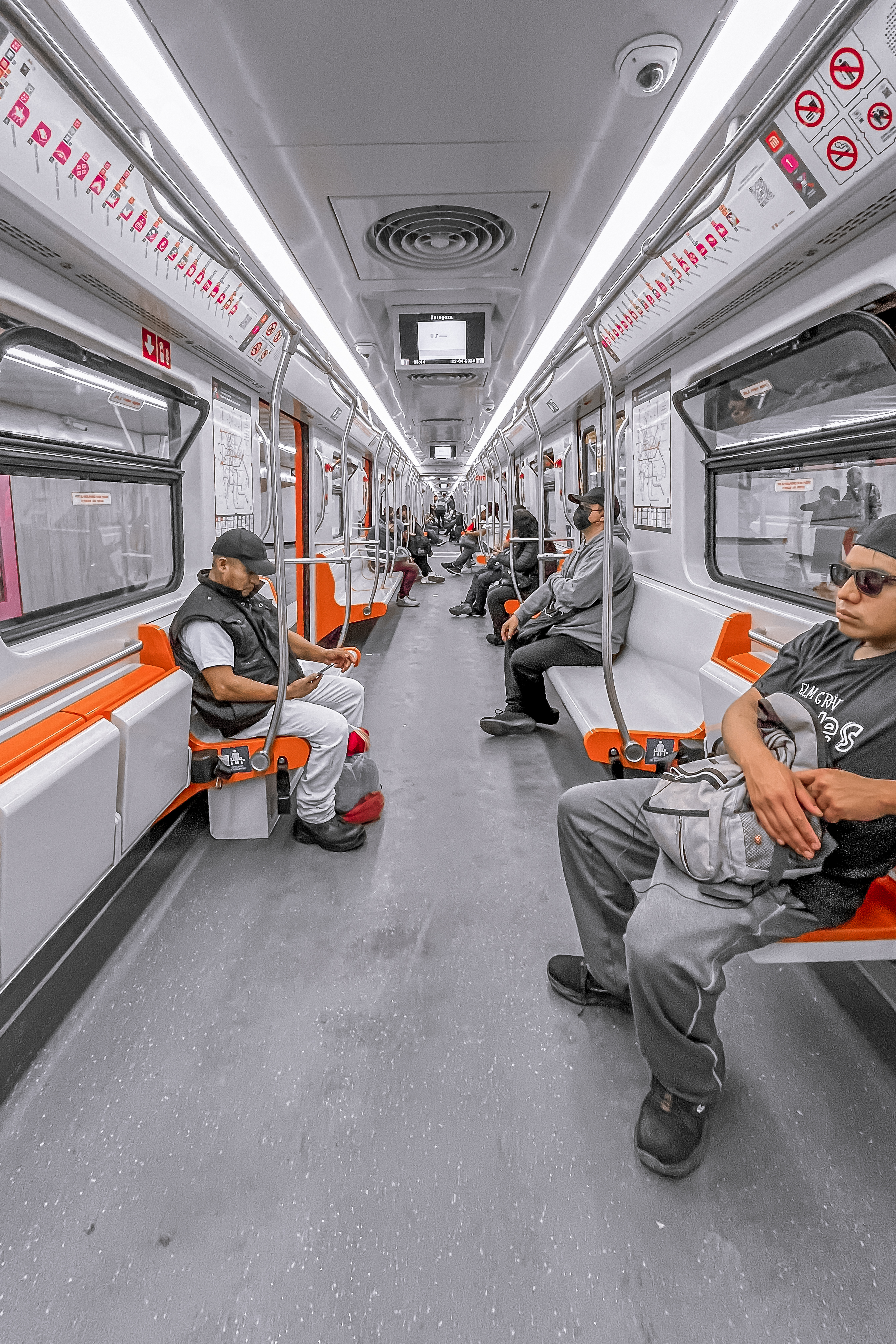
Interior de tren modelo NM-22 circulando en la Línea 1

### Histórico
La línea 1 del metro inició operaciones con 26 trenes MP-68 compuestos de 9 vagones que en total sumaron 150 m de longitud. Esta configuración se volvió estándar para las demás líneas de metro.
Posteriormente se incorporaron trenes NM-73 series A y B que dieron servicio en la línea hasta 1994.
En 1985, tras la ampliación de la línea a Pantitlán, se asignaron a la línea 1 trenes modelo MP-82 fabricados por Alstom modelo MP-82. En este año, también se asignaron trenes modelo NM-83 serie B fabricados por la empresa mexicana Concarril.
A inicios de los años noventa, daban servicio a la línea los trenes modelo NM-73A, MP-82 y NM-83.
En 1994 se asignaron 15 trenes modelo NE-92 adquiridos a CAF: el modelo NE-92, siendo estos los primeros trenes de toda la red que se apartaron del diseño estético original de los MP-68, incorporando una estética más moderna. Estos trenes sustituyeron a los MP-82 que fueron asignados a la recién inaugurada línea 8. 
En el año 2000, se incorporaron a la línea 1 4 trenes modelo MP-68 rehabilitados por CAF utilizando el mismo tren motriz de los NE-92. A partir de este momento la línea 1 no sufrió cambios notables en la composición de su parque ferroviario, contando con incorporaciones de refuerzo esporádicas de trenes NM-79, NM-83 Serie A y NC-82. Estos últimos se asignaron definitivamente a la línea 1 tras la renovación de al totalidad de trenes de la línea 2 modelo NM-02.
Durante la década de 2010, la línea perdió dos trenes NM-83 Serie B que fueron reasignadas a línea 9 como refuerzo.
Posteriormente, durante el gobierno de Miguel Ángel Mancera, hubo un primer intento de modernización de la línea 1 con el anuncio de una licitación para adquirir 50 nuevos trenes, sin embargo, finalmente se adquirieron únicamente 10 trenes modelo  NM-16 a CAF. 
Finalmente, al inicio de la administración de Claudia Sheinbaum finalmente se inició la modernización total del parque ferroviario de la línea 1 junto con la renovación de toda la línea. Para este proyecto se optó por la adquisición de 29 trenes NM-22 a CRRC Zhuzhou Locomotive.

### Material Rodante Actual
Tras su modernización, el primer tramo de la línea 1 de metro (Pantitlán-Pino Suárez) opera actualmente con dos modelos de tren, por un lado los NM-16 fabricados por CAF y por otro los NM-22 fabricados por CRRC. Se espera que una vez terminada la modernización de la línea completa, los 29 trenes modelo NM-22 de reciente adquisición, junto a los ya mencionados NM-16 compongan el parque ferroviario de la totalidad de la línea.